# Batte forte
Batte forte è un singolo del gruppo musicale italiano Lollipop, presentato al Festival di Sanremo 2002.

## Descrizione
È il primo brano del gruppo ad essere cantato in lingua italiana, scritto da Tony Blescia insieme ai produttori Luigi Rana e Vanni Giorgilli. Con questa canzone le Lollipop hanno partecipato in gara al Festival di Sanremo 2002, classificandosi al 19º e penultimo posto, dopo essere state oggetto di forti critiche durante i giorni della kermesse. Il brano è stato in seguito inserito nella riedizione del loro album di debutto Popstars, contenente, oltre al nuovo brano, numerosi remix delle altre canzoni dell'album.

## Video musicale
Il brano è stato accompagnato da un videoclip che vede il gruppo eseguire la coreografia presentata dal vivo alla kermesse sanremese.

## Tracce
CD singolo
1. Batte forte (original radio version) – 3:11
2. Batte forte (subside extended remix) – 4:48
3. Batte forte (original instrumental version) – 3:11
4. Batte forte (solo vox; 128 bpm) – 2:55

## Successo commerciale
Il singolo, tra i brani di maggior successo del Festival di Sanremo 2002, raggiunge la nona posizione della classifica ufficiale italiana dei singoli più venduti rimanendo in classifica per dieci settimane. Nel 2024, a 22 anni di distanza dalla pubblicazione, grazie ad una challenge di TikTok, il "Vanni G remix" del brano ottiene grande popolarità in Asia, scalando le classifiche dello streaming e dei download orientali.

## Classifiche
| Classifica (2002) | Posizione massima |
| ----------------- | ----------------- |
| Italia            | 9                 |